# 茹拉夫廖夫卡 (別爾哥羅德州)
茹拉夫廖夫卡（羅馬化：Zhuravlyovka）是俄罗斯西部别尔哥罗德州别尔哥罗德区茹拉夫廖夫卡农村定居点的村莊，也是该定居點的行政中心。2010年人口1,193。村莊目前由烏克蘭武裝部隊控制。